# Ликерсгаузен
Ликерсгаузен (нім. Lykershausen) — громада в Німеччині, розташована в землі Рейнланд-Пфальц. Входить до складу району Рейн-Лан. Складова частина об'єднання громад Лорелай.
Площа — 3,35 км2. Населення становить 225 ос. (станом на 31 грудня 2020).